# Assur

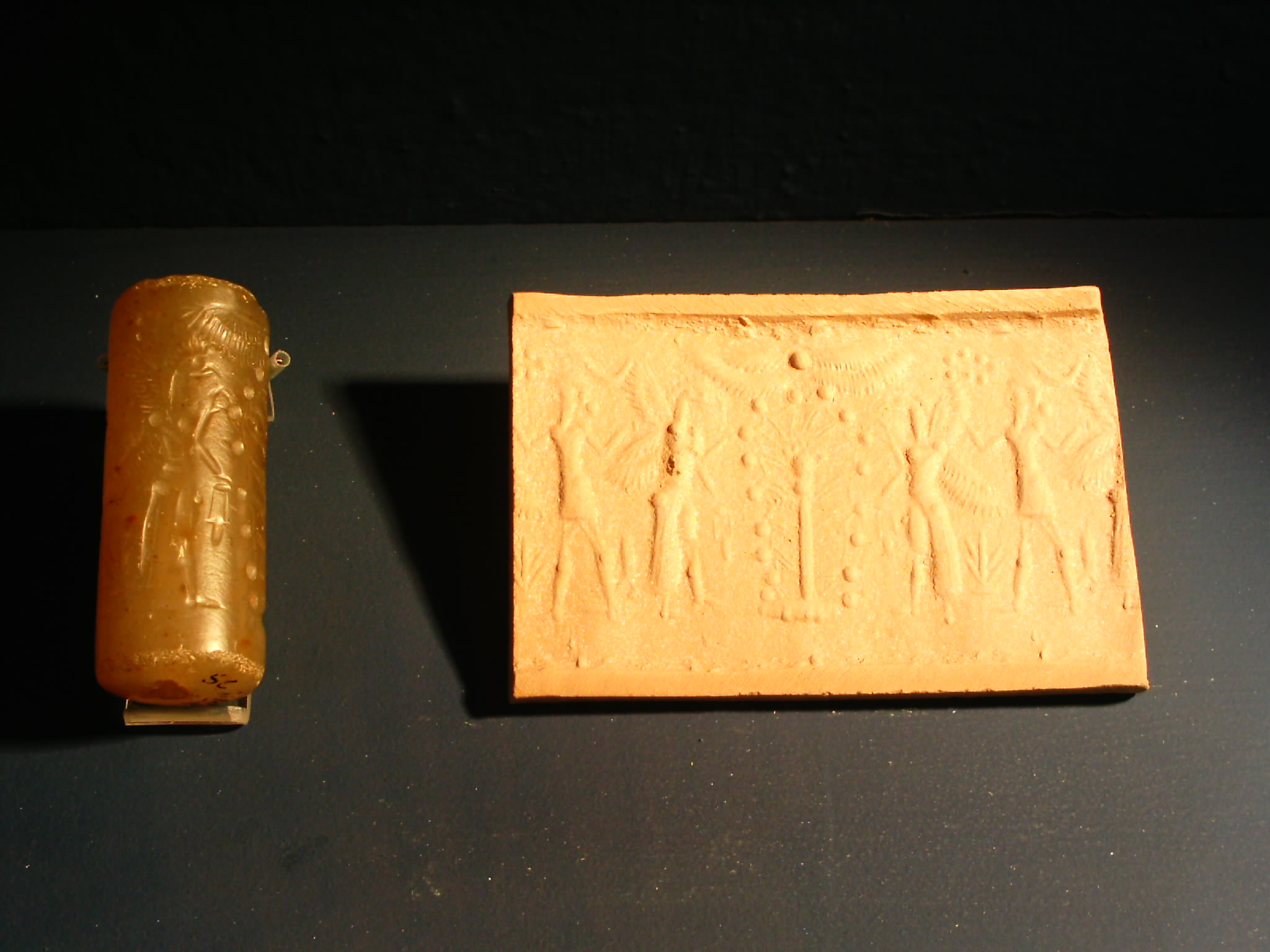
Obiecte culte din orașul Assur

Assur a fost un oraș-stat, apoi capitala Imperiului asirian. Numele orașului face referire la Așur, zeul suprem al panteonului asirian. Până la prăbușirea imperiului el rămâne un important centru religios. În anul 614 î.Hr. este cucerit de mezi. 
Assur se află pe lista patrimoniului mondial UNESCO.